# Yoshitaka Shindō
Yoshitaka Shindō (新藤 義孝 Shindō Yoshitaka?,  nacido el 20 de enero de 1958) es un político japonés del Partido Liberal Democrático, miembro de la Cámara de Representantes en la Dieta de Japón (parlamento nacional). Shindō es conocido por su postura comprometida en disputas territoriales con los países vecinos de Japón.

## Infancia y educación
Shindō nació  el 20 de enero de 1958 en Kawaguchi (Saitama). Su madre, Takako Shindō, era la hija de Tadamichi Kuribayashi, un general del Ejército Imperial Japonés. Estudió literatura en la Universidad de Meiji y se graduó en 1981.

## Carrera
Shindo había trabajado en el gobierno de la ciudad de Kawaguchi desde 1980 y había servido en la asamblea de Kawaguchi desde 1991. Ingresó en el Partido Liberal Democrático y parte de la facción Nukaga. Fue elegido miembro de la Cámara de Representantes por primera vez en 1996. En 2002, fue nombrado secretario parlamentario para asuntos exteriores.
Él perdió su puesto en 2003, pero fue reelegido en el 2005 para la Prefectura de Saitama Distrito 2. Shindo fue nombrado como el viceministro de comercio de 2006. En las elecciones generales del 16 de diciembre de 2012, fue nuevamente electo a la Prefectura de Saitama Distrito 2. Fue nombrado ministro de asuntos Internos y Comunicaciones en el gabinete de Shinzo Abe, el 26 de diciembre de 2012.
Shindo es el director de un jardín de infancia en su ciudad natal.